# Срезневский, Измаил Иванович
Изма́ил Ива́нович Срезне́вский (1 [13] июня 1812, Ярославль — 9 [21] февраля 1880, Санкт-Петербург) — русский филолог-славист, этнограф, палеограф. Первый в России доктор славяно-русской филологии (1846). Академик Петербургской академии наук (1851). Заслуженный профессор и декан (в 1855—1880) историко-филологического факультета Петербургского университета. Составитель «Словаря древнерусского языка».

## Биография

### Происхождение и учёба
Родился 1 (13) июня 1812 года в Ярославле, в семье профессора кафедры словесности древних языков и российского красноречия Демидовского училища высших наук Ивана Евсеевича Срезневского. Когда Измаилу было всего несколько недель от роду, отец стал профессором Харьковского университета и переселился из Ярославля в Харьков. В 1819 году отец умер, и воспитанием сына занималась образованная мать.
Склонность к научным и литературным занятиям у Срезневского обнаружились рано: в 8—9 лет он начал писать стихи, а в 16 лет уже высказывал в письмах к родным желание посвятить себя науке. Получив начальное и среднее образование дома, под руководством матери, в возрасте 14 лет поступил в Харьковский университет на отделение этико-политических наук философского факультета и через три года (1829) со степенью кандидата окончил обучение, представив сочинение «Об обиде». Из университетских профессоров особенное влияние на него оказали П. П. Гулак-Артемовский, ставший его «первым руководителем в изучении славянской старины и наречий», и И. Н. Данилович, читавший русское гражданское, уголовное право и уголовное судопроизводство в России.
В 1829—1832 годах служил в Харьковском дворянском депутатском собрании. В 1833 году поступил на службу в Харьковский совестный суд, с 1834 года — библиотекарь Харьковской городской библиотеки. Но служба в дворянском депутатском собрании и совестном суде не привлекала Срезневского. В свободное время он занимался преподаванием русского языка и словесности, истории и географии (в пансионе де-Роберти и частных домах), в 1832—1833 годах был домашним учителем в имении помещицы Е. Р. Подольской (с. Варваровка Екатеринославской губернии). Также он занимался литературными опытами, издав в 1831 году при участии местных писателей, в том числе И. В. Росковшенко, несколько стихотворений (под псевдонимом) в «Украинском альманахе». Занятия его малорусской историей и этнографией имели сначала любительский характер. Серьёзно он изучал юридические науки, главным образом политическую экономию и статистику. В 1837 году представил магистерскую диссертацию «Опыт о сущности и содержании теории в науках политических» (Харьков: Унив. тип., 1837. — 62, [8] с.).

### Преподавательская и научная деятельность
Защитив магистерскую диссертацию, в том же году получил место адъюнкта профессора в Харьковском университете по кафедре политической экономии и статистики, на 1-м отделении философского факультета. Лекции молодого профессора выгодно отличались новизной взглядов, обилием данных, извлекаемых из иностранных сочинений, и увлекательным, живым изложением. О них говорили в городе; аудитория Срезневского всегда была полна слушателями, что не могло не возбуждать зависть со стороны его отсталых и бездарных товарищей, читавших по заплесневелым тетрадкам. В 1839 году Срезневский защитил докторскую диссертацию по теме «Опыт о предмете и элементах статистики и политической экономии» (Харьков). Обе диссертации свидетельствовали о начитанности, общем образовании, недюжинном уме и таланте их автора. Некоторые положения и отдельные мысли были очень свежи и оригинальны для своего времени. Но именно новизна взглядов явилась причиной того, что большинством голосов двух факультетов диссертация Срезневского была забракована, и он не был допущен к докторскому диспуту. Особого практического значения эта неудача для Срезневского не имела, так как ещё раньше он принял предложение министерства народного просвещения отправиться в славянские земли для подготовки к званию профессора славянской филологии.
Занятия Срезневского этнографией Украины, историей, народной словесностью и т. д. начались очень рано. В предисловии к своему изданию «Запорожская старина» (Харьков, 1833—1838) Срезневский говорит о семилетнем собирании материалов для этой книги, начавшемся, следовательно, с самого поступления его в университет. Поездки по Харьковской, Полтавской и Екатеринославской губерниям (большей частью на летние «кондиции») пробудили в Срезневском горячее увлечение народом, бытом, языком, нравами и поэзией Украины. Его друзьями-единомышленниками стали братья О. и Ф. Евецкие (впоследствии принимавшие участие в панславистской «Деннице» Дубровского), И. В. Росковшенко (переводчик Шекспира), поэт А. Г. Шпигоцкий, О. А. Джунковский и др. В 1832—1833 годах Срезневский провёл несколько месяцев в Екатеринославской губернии, близ Днепровских порогов. Здесь он столкнулся с «живыми памятниками минувшего»: стариками-запорожцами, помнившими разгром Сечи при Екатерине Второй; слушал их рассказы о старой жизни и усердно начал записывать думы и песни. Результатом стал выход в свет ряда книжек «Запорожской старины» — сборника материалов по истории Украины от Гедимина до Мазепы, заключающего в себе собрание исторических песен и дум малорусских, свод малорусских летописцев и извлечений из других исторических документов, в сопровождении объяснительных примечаний и заметок о быте и нравах казаков-запорожцев… Вместе с общим направлением украинской школы, а также с влиянием университетского учителя Срезневского, литвина Даниловича, эти работы привели Срезневского к знакомству с польским языком и литературой, как изящной, так и учёной. В эти годы Срезневский много работал над изучением малорусского наречия и даже допускал существование отдельного малорусского языка, имеющего право на литературное самоопределение. Однако впоследствии взгляды его на этот вопрос существенно изменились. Так, в 1860-х годах он высказывался о развитии малорусского языка как о подающем надежды (не отрицая при этом, что русский язык есть достояние не только великороссов, но и малороссов в равной степени), но в 1870-х годах он уже считал малорусское наречие частью русского языка и утверждал, что «нет никакой нужды уничтожать или прекращать письменность этих наречий, но нет необходимости делать эту письменность самостоятельной, отдельной литературой, принадлежащей как бы отдельному народу».
Собирая малорусские думы, молодой этнограф-любитель встречался и с другим этнографическим материалом и не упускал того, что само плыло в его руки. Заезжие ходебщики-словаки познакомили его со своими песнями, которые он, не зная тогда ещё словацкого языка (впоследствии изучил в совершенстве), записал и издал («Словацкие песни», Харьков, 1832). Владимирские офени заинтересовали его своим тайным языком и дали материал для более поздней работы «Афинский язык в России» («Отечественные записки», 1839). С южным славянством юноша Срезневский знакомился по кое-каким книжкам Вука Караджича, по «Путешествию по Далмации» (1774) аббата Фортиса и т. д. Статья о «Сеймах» для «Очерков России» Вадима Пассека (писанная в 1837—1838 годах) дала ему повод ознакомиться с известными фальсификациями Вацлава Ганки «Суд Любуши» и Краледворской рукописью, в подлинность которых он горячо верил всю свою жизнь.
Интересовался он и французской философией (Вольтер, Кондорсе, Бейль, Тюрго), иранским культом Авесты, религией египтян, скандинавскими сагами и т. п. В 1839 году Срезневский выехал за границу. В Берлине в 1839 году он слушал лекции Ф. Боппа по санскриту. За рубежом Срезневский провёл почти три года, путешествуя (часто пешком) по Чехии, Моравии, Силезии, Верхней и Нижней Лужицам, Крайне, Штирии, Каринтии, Фриулии, Далмации, Черногории, Хорватии, Славонии, Сербии, Галиции и Венгрии, изучая местные говоры, собирая песни, пословицы и другие памятники народной словесности, знакомясь с бытом и нравами славян и других местных народов. Живые, нередко яркие, хотя иногда и беглые «Путевые письма» его к матери дают живое впечатление о разнообразии умственных его интересов («Путевые письма Измаила Ивановича Срезневского из славянских земель», 1839—1842, Санкт-Петербург, 1895; отд. оттиск из «Живой старины», 1892—1893). Вернувшись из-за границы осенью 1842 года, Срезневский занял новую кафедру славистики в Харькове.
Ещё находясь за границей, Срезневский начал печатать разные статьи по своему новому предмету (отчёты министру в «Журнал Министерства народного просвещения», путевые письма в «Отечественных записках», журнале чешского музея и т. д.). Его блестящие лекции привлекли многочисленных слушателей достоинствами изложения и «панславистским» направлением. В то же время он написал ряд статей и работ по славянским литературам: «Исторический обзор серболужицкой литературы» (1844), «Очерк книгопечатания в Болгарии» (1845), «Взгляд на современное состояние литературы у западных славян. Вук Степанович Караджич» (1846).
Тогда же Срезневский выступил с рядом статей, посвящённых изучению древних верований славян:
- «Об обожании солнца у древних славян» (1845—1846),
- «Архитектура храмов языческих славян» // Чтения в Имп. о-ве истории и древ. России при Моск. ун-те. — 1846. — № 3. — С. 44—54,
- Исследование о языческом богослужении древних славян по свидетельствам современным и преданиям: на степень д-ра славяно-рус. филологии. — Х.: Унив. тип., 1846. — 107 с.
- Святилища и обряды языческого богослужения древних славян по свидетельствам современным и преданиям. — Х.: [Тип. Харьк. ун-та], 1846. — 107 с.
- О языческом веровании древних славян в бессмертие души // Журнал министерства народного просвещения. — 1847. — Ч. 53, — № 2, отд. 2. — С. 185—196,
- Докторская диссертация «Святилища и обряды языческого богослужения древних славян по свидетельствам современным и преданиям» (Харьков, 1846),

Ещё весной 1846 года умер петербургский славист П. И. Прейс, и Срезневский стал хлопотать о переводе на эту кафедру. Старания увенчались успехом, и в 1847 году Срезневский перевёлся в Петербург, где и прошла вторая половина его жизни. Рукописные сокровища старославянского и древнерусского языков тогда становились известными и более доступными благодаря печатным изданиям. В 1842 году стало известным востоковское описание рукописей Румянцевского музея, в 1847 году — востоковское издание Остромирова Евангелия. К этому же времени относится появление работ Каткова, К. Аксакова, Билярского, Буслаева и других, посвящённых изучению русского и старославянского языков. К этому научному движению вскоре присоединился и Срезневский, со своими замечательными «Мыслями об истории русского языка» (1849), составившими эпоху в области исторического изучения русского языка и предшествовавшими «Опыту исторической грамматики русского языка» Ф. И. Буслаева. Срезневский впервые сформулировал требование исторического изучения языка в связи с историей народа и высказал мысли о времени образования русских диалектов.

Доказывая, что народный язык русский теперь уже далеко не тот, что был в древности, довольно обратить внимание на его местные оттенки, на наречия и говоры, в которых его строй и состав представляются в таком многообразном развитии, какое, конечно, никто не станет предполагать возможным для языка древнего, точно так же, как никто не станет защищать, что и наречия славянские и все сродные языки Европы всегда различались одни от других настолько, насколько различаются теперь. Давни, но не исконны черты, отделяющие одно от другого наречия северное и южное — великорусское и малорусское; не столь уже давни черты, разрознившие на севере наречия восточное — собственно великорусское и западное — белорусское, а на юге наречие восточное — собственно малорусское и западное — русинское, карпатское; ещё новее черты отличия говоров местных, на которые развилось каждое из наречий русских. Конечно, все эти наречия и говоры остаются до сих пор только оттенками одного и того же наречия и нимало не нарушают своим несходством единства русского языка и народа.— И. И. Срезневский. Мысли об истории русского языка. 1849 г.
Несмотря на крайне подозрительное отношение высших сфер к университетской науке вообще и к славистике в особенности, Срезневский, с первых же лет своего пребывания в Петербурге привлёк к себе ряд талантливых молодых людей, проявивших себя впоследствии в науке и литературе. Учениками его были В. И. Ламанский, А. Н. Пыпин, Н. П. Корелкин, В. Я. Стоюнин, братья Н. А. и П. А. Лавровские, В. В. Макушев, А. С. Будилович, Д. Л. Мордовцев, Н. Г. Чернышевский, Д. И. Писарев и др.

В 1847 году Срезневский был приглашён в Главный педагогический институт и вступил в Императорское Русское географическое общество. Одновременно он был назначен цензором Санкт-Петербургского цензурного комитета, но оставался им всего три года. В 1849 году II отделение Академии наук избрало Срезневского своим адъюнктом, в 1851 году — экстраординарным академиком, в 1854 году — ординарным. В 1850 году он вступил в Археологическое общество, деятельным членом которого был до самой смерти. Главная деятельность Срезневского делилась между Санкт-Петербургским университетом, ставшим при Срезневском своего рода питомником молодых славистов, и академией. По его почину возникли «Известия Императорской Академии наук по отделению русского языка и словесности» (позднее — «Известия отделения русского языка и словесности Академии наук»), составившие собой крупное явление в тогдашней литературе славянской филологии. В 1850-х годах Срезневский был главным редактором ИОРЯС. Он, в частности, опубликовал в журнале ряд памятников словацкого народного творчества и научные труды словацких учёных — Яна Коллара, П. Й. Шафарика, М. Гатталы и кодификатора словацкого литературного языка Людовита Штура. 
Всех нас, словаков, очень порадовало твоё намерение издавать наши словацкие повести и рассказы, а также песни и предания жителей Татр. Ты хорошо сделаешь, если напишешь трактат об особенностях словацких говоров, так как ни у кого другого нет столь богатого опыта и такого богатого количества материалов.
 — писал Срезневскому его друг Штур.
Кроме различных критических и библиографических заметок и целого ряда исследований самого Срезневского и других наших учёных, здесь было издано несколько памятников народной словесности разных славянских народов. В приложении вышли шесть выпусков «Материалов для изъяснительного и сравнительного словаря», один выпуск «Памятников и образцов народного языка и словесности», семь книг «Учёных Записок II-го отделения». После прекращения «Известий» славянская филология не имела такого полного и разностороннего органа вплоть до основания ягичевского «Архива», а отделение русского языка и словесности возобновило издание «Известий» лишь с появлением в его среде А. А. Шахматова. Деятельное участие принимал Срезневский и в издании академического «Опыта областного словаря» и «Дополнений» к нему.
В начале 1850-х годов Срезневский задумал свой древнерусский словарь. С этих пор он поручает своим ученикам составление словарей к отдельным памятникам (словари Чернышевского, Пыпина, Корелкина, Лавровского к летописям Ипатьевской, Новгородской первой, Лаврентьевской, Псковской). Закончить этот труд, однако, не было дано Срезневскому: печатание его началось лишь через 10 лет после его смерти, под заглавием «Материалы для словаря древнерусского языка по письменным памятникам».
С середины 1850-х годов окончательно определяется главное содержание и направление научной деятельности Срезневского, сосредоточивающейся на приведении в известность письменных памятников старославянских и древнерусского языков, их издании и их филологическом и палеографическом исследовании. И. И. Срезневский находил сходство древнерусских летописей не столько с византийскими писаниями, сколько с летописями-«анналами» романской и германской Европы. На 940 годах Срезневский отметил прекращение греко-болгарских известий в летописи.
Особенно плодотворно работал Срезневский во второй половине жизни над палеографией. В бумагах его после смерти оказалось огромное собрание палеографических снимков с древних и старых славянских и русских рукописей (более 900, в том числе более 700 снято вручную, путём калькирования). В истории дореволюционной славянской филологии Срезневский бесспорно занимал первое место, приближаясь по энергии и обширности своей научной деятельности к Миклошичу, тоже палеографу, лексикографу и археологу. Точность изданий Срезневского превзойдена позднейшими издателями, вроде академика Ягича, однако для развития русской славистики Срезневский сделал больше, чем кто бы то ни было.
Был произведён 15 апреля 1858 года в действительные статские советники; с 8 февраля 1869 года — тайный советник. Был награждён российскими орденами: Св. Анны 2-й ст. с императорской короной (1855) и 1-й ст. (1867), Св. Владимира 3-й (1862) и 2-й ст. (1872), Св. Станислава 1-й ст. (1864), орден Белого орла (1876); и иностранными: офицерский крест ордена Итальянской короны (1869) и офицерский крест бельгийского ордена Леопольда (1870).

В 1861 году Срезневский исполнял должность ректора Санкт-Петербургского университета. В 1862—1863 годах состоял членом комиссии по управлению делами университета. К этому периоду относится его конфликт с редколлегией журнала «Современник». 
Они там, в «Современнике» хотят революцию сделать! Я думаю, все честные люди должны собраться и сделать контрреволюцию и крестовый поход против невежества.
 — писал в 1862 году профессор Срезневский.
Скончался 9 (21) февраля 1880 года в Санкт-Петербурге. Похоронен по своему завещанию в родовом имении Срезнево Спасского уезда Рязанской губернии (ныне — Шиловский район Рязанской области).

## Общественно-научная деятельность
- Член Королевского общества древностей Севера в Копенгагене (1845)
- Член Российского географического общества (1847)
- Член Российского археологического общества (1850)
- Член Общества любителей российской словесности (1859)
- Член-корреспондент Бельгийской Академии археологии в г. Антверпене (1867)
- Почётный член Югославянской академии наук и искусств в Загребе (1867)
- Почётный член Чешского общества Святобора в Праге (1867)
- Член Общества древнерусского искусства (1866)
- Член-корреспондент Королевской академии истории в Мадриде (1868)
- Почётный член Киевского университета Святого Владимира (1869)
- Почётный член Харьковского университета (1869)
- Почётный член Казанского университета (1869)
- Почётный член Киевской духовной академии (1869)
- Член Чешского академического общества письменности в Праге (1874)
- Член Польской Академии наук (1874)
- Почётный член Московской духовной академии (1875)
- Почётный член Казанской духовной академии (1877)
- Член Краковской Академии наук (1878)
- Почётный член Петербургской духовной академии (1879)
- Почётный член Новороссийского университета (1879)

## Труды
Переиздания:
- Материалы для словаря древнерусского языка по письменным памятникам. В трёх томах. Стереотипное издание. — М., 1958.
- Словарь древнерусского языка. В трёх томах, в шести книгах. Репринтное издание. — М.: Книга, 1989. — 5237 с. — ISBN 5-212-00135-8.
- Материалы для словаря древнерусского языка. В трёх томах. Репринтное издание. — М.: Знак, 2003. — ISBN 5-94457-094-6, ISBN 5-94457-095-4, ISBN 5-94457-096-2.

### Семья
Жена — Екатерина Фёдоровна, урождённая Тюрина. Их дети:
- Ольга Измаиловна Срезневская (1845—1930) — переводчица, филолог-русист, член-корреспондент АН СССР. Подготовила и издала незаконченный отцом «Словарь древне-русского языка».
- Владимир Измаилович Срезневский (1848—1920) — юрист. Был управляющим Статистического отделения Министерства юстиции, основателем «Сборника статистических сведений Министерства юстиции», секретарём Императорского Русского географического общества, редактором журнала «Известия».
- Вячеслав Измаилович Срезневский (1849—1937) — учёный и изобретатель в области научно-технической фотографии.
- Людмила Измаиловна Срезневская (1852—1931) — художница, искусствовед; занималась гравировкой по дереву.
- Надежда Измаиловна Срезневская (1854—1935), по мужу Алмазова — поэтесса, художница. Написала икону Казанской Божьей Матери для Покровского храма в селе Срезнево. С апреля 1905 по октябрь 1928 года работала в Рукописном отделении Библиотеки Академии наук (БАН)[10]
- Борис Измаилович Срезневский (1857—1934) — метеоролог, академик АН УССР; был профессором физической обсерватории Тартуского университета, директором Киевской метеорологической обсерватории.
- Вера Измаиловна Срезневская (1861—1942[11]), замужем за Эдуардом Эдуардовичем Форшем, сыном генерала Э. И. Форша — певица, исполнительница романсов. Была профессором Петербургской Народной консерватории. Умерла в блокадном Ленинграде.
- Всеволод Измаилович Срезневский (1867—1936) — историк литературы, археограф, палеограф, библиограф, член-корреспондент АН СССР[12].

## Архив
Фонд И. И. Срезневского, его сына Всеволода Измайловича Срезневского и дочери Ольги Измайловны Срезневской поступил в Российский государственный архив литературы и искусства в результате усилий В. Д. Бонч-Бруевича. В настоящий момент в фонде насчитывается 3908 единиц хранения, охватывающих период с 1791 по 1938 гг. Основу фонда составляют путевые заметки, очерки, документы, письма, фотографии.